# Ezequiel Freire
José Ezequiel Freire de Lima (Resende, Rio de Janeiro, 10 de abril de 1850 — Caçapava, 14 de novembro de 1891) foi um poeta e cronista brasileiro.
Depois de tentar estudar na Escola Militar e na Escola Politécnica e já tendo publicado seu livro de poesias "Flores do Campo", veio para São Paulo, em 1875, para se matricular na Faculdade de Direito do Largo São Francisco, onde se formou em 1880. Antes disso, em 18 de maio de 1875, aos 25 anos, casou-se com Maria Adelaide Silva de Araújo, com quem teve seus descendentes.
Desde os tempos de estudante, militou no jornalismo, sendo redator do Correio Paulistano e colaborador de A Província de São Paulo.
Depois de formado foi juiz em Araras, lente de retórica no curso anexo à Faculdade de Direito e fiscal do governo no Banco da União.